# Loxostege microdontalis
Loxostege microdontalis là một loài bướm đêm trong họ Crambidae.